# ISO 3166-2:CY
ISO 3166-2:CY — стандарт Международной организации по стандартизации, который определяет геокоды. Является подмножеством стандарта ISO 3166-2, относящимся к Кипру.
Стандарт охватывает 6 районов Кипра. Каждый геокод состоит из двух частей: кода Alpha2 по стандарту ISO 3166-1 для Кипра — CY и дополнительного кода, записанных через дефис. Дополнительный код образован двухсимвольным числом. Геокоды районов Кипра являются подмножеством кодов домена верхнего уровня — CY, присвоенного Кипру в соответствии со стандартами ISO 3166-1.

## Геокоды Кипра
Геокоды 6 районов административно-территориального деления Кипра.
| Геокод | Административная единица | Статус |
| ------ | ------------------------ | ------ |
| CY-06  | Киренея                  | район  |
| CY-03  | Ларнака                  | район  |
| CY-02  | Лимасол                  | район  |
| CY-01  | Никосия                  | район  |
| CY-05  | Пафос                    | район  |
| CY-04  | Фамагуста                | район  |

## Геокоды пограничных Кипру государств
- Турция — ISO 3166-2:TR (на севере (морская граница)),
- Сирия — ISO 3166-2:SY (на востоке (морская граница)),

## Примечание
Фактически остров Кипр контролируется Республикой Кипр и частично признанной Турецкой Республикой Северного Кипра. Административно территориальное деление по ISO 3166-2:CY не совпадает с границами республик. Под полным или частичным контролем Турецкой Республики Северного Кипра находятся районы — Кирения, Никосия, Фамагуста и Ларнака.